# Larbi Chebbak
Pour les articles homonymes, voir Chebbak (homonymie).
Larbi Chebbak, né en 1946 et mort le 30 janvier 2020, est un footballeur international marocain des années 1970. 
Il est le père de Ghizlane Chebbak qui représente également le Maroc au niveau international.

## Sélections "A" en équipe nationale
1. 25/02/1972 Congo - Maroc à Douala 1 - 1 CAN 1972
2. 27/02/1972 Soudan - Maroc à Douala 1 - 1 CAN 1972
3. 19/11/1972 Maroc - Sénégal à Agadir 0 - 0 Elim. CM 1974
4. 03/12/1972 Sénégal - Maroc à Dakar 1 - 2 Elim. CM 1974
5. 11/02/1973 Guinée - Maroc à Conakry 1 - 1 Elim. CM 1974
6. 25/02/1973 Maroc vs Guinée à Tetouan 2 - 0 Elim. CM 1974
7. 20/05/1973 Côte d’ivoire - Maroc à Abidjan 1 - 1 Elim. CM 1974
8. 03/06/1973 Maroc – Côte d’Ivoire à Tétouan 4 - 1 Elim. CM 1974
9. 21/10/1973 Zambie - Maroc à Lusaka 4 - 0 Elim. CM 1974
10. 31/10/1973 Algérie - Maroc à Alger 2 - 0 Amical
11. 25/11/1973 Maroc - Zambie à Tetouan 2 - 0 Elim. CM 1974
12. 09/12/1973 Zaire - Maroc à Kinshasa 3 - 0 Elim. CM 1974
13. 22/02/1974 Irak vs Maroc à Baghdad 0 - 0 Amical
14. 25/02/1974 Kuwait - Maroc à Kuwait 2 - 0 Amical
15. 06/03/1974 A.Saoudite - Maroc à Riyad 0 - 0 Amical
16. 07/04/1974 Maroc – Algérie à Casablanca 2 - 0 Amical
17. 27/09/1974 Jordanie - Maroc à Damas 1 - 2 Tournoi Kuneitra
18. 29/09/1974 Egypte - Maroc à Damas 2 - 4 Tournoi Kuneitra
19. 07/10/1974 Soudan - Maroc à Damas 0 - 2 Demi-finale Tournoi Kuneitra
20. 09/10/1974 Syrie - Maroc à Damas 1 - 1 (3-4 TAB) Finale Tournoi Kuneitra
21. 31/10/1974 Algérie - Maroc à Alger 0 - 0 Amical
22. 24/11/1974 Maroc - Gambie à Casablanca 3 - 0 Elim. CAN 1976
23. 07/12/1974 Gambie - Maroc à Banjul 0 - 3 Elim. CAN 1976

## Matchs olympiques
1. 21/05/1972 : Bamako : Mali vs Maroc 1 - 4 Elim. JO 1972
2. 14/03/1975 : Benghazi : Libye vs Maroc 0 - 1 Elim. JO 1976